# Antony (Fußballspieler, 2000)
Antony (* 24. Februar 2000 in Osasco; voller Name Antony Matheus dos Santos) ist ein brasilianischer Fußballspieler. Der Flügelspieler steht seit September 2022 bei Manchester United unter Vertrag und ist derzeit bis zum Ende der 2024/2025 Saison an Betis Sevilla verliehen. 

## Karriere

### Vereine
Antony wechselte im Jahr 2010 in die Jugend des FC São Paulo und wurde mit Unterschrift seines ersten professionellen Vertrags im September 2018 in die erste Mannschaft des Erstligisten befördert. Am 15. November bestritt er sein Debüt in der Série A, als er beim 1:1-Unentschieden gegen Grêmio Porto Alegre in der zweiten Halbzeit für Helinho eingewechselt wurde. In der nächsten Saison 2019 drang er dann in die Startformation der Tricolor vor. Beim 4:0-Heimsieg gegen Chapecoense am 23. Juli 2019 (11. Spieltag) erzielte er sein erstes Tor im Profibereich. In dieser Spielzeit erzielte er in 32 Einsätzen vier Tore und bereitete sechs weitere Treffer vor. In der folgenden Saison bestritt er aufgrund der COVID-19-Pandemie bis zu seinem Wechsel im Juli 2020 nur vier Pflichtspiele.
Bereits am 23. Februar 2020 wurde der Wechsel Antonys zum niederländischen Verein Ajax Amsterdam bekanntgegeben. Der Ehrendivisionär sicherte sich die Dienste des Brasilianers für eine Ablösesumme in Höhe von 15,75 Millionen Euro, welche durch erfolgsabhängige Bonuszahlungen noch um sechs Millionen Euro ansteigen kann und stattete ihn mit einem Fünfjahresvertrag aus, den er zum 1. Juli 2020 antrat. Sein Debüt gab er am 13. September 2020 (1. Spieltag) im Heimspiel gegen Sparta Rotterdam, in dem er startete und den einzigen Treffer des Tages zum 1:0-Sieg erzielte. Beim Hauptstadtverein etablierte er sich mit guten Leistungen rasch als Stammspieler.
Anfang September 2022 wechselte Antony am letzten Tag der Transferperiode in die Premier League zu Manchester United. Er unterschrieb einen Vertrag bis zum 30. Juni 2027 mit der Option auf ein weiteres Jahr und folgte damit wie Lisandro Martínez seinem Trainer Erik ten Hag zum englischen Rekordmeister. Mit einer Ablösesumme in Höhe von 95 Millionen Euro, die sich durch Bonuszahlungen auf 100 Millionen Euro erhöhen kann, wurde der 22-Jährige zu einem der teuersten Transfers der Fußballgeschichte. Am 4. September kam Antony zu seinem ersten Pflichtspiel am sechsten Spieltag der Premier League 2022/23. In dem Heimspiel gegen den FC Arsenal stand er in der Startelf und erzielte in der 35. Minute den ersten Treffer der Partie. Nach vielversprechender Performanz in den ersten drei Spielen, in denen er jeweils Tore für Manchester erzielte, konnte Antony das hohe Niveau nicht halten. In insgesamt 96 Spielen erzielte er lediglich 5 Tore und verlor rasant an Reputation. Dazu kamen Negativschlagzeilen aus seinem Privatleben. 
Angesichts seiner hohen Ablösesumme und seiner mangelhaften Leistungen für Manchester United sahen Fans des Vereins Antony als einen der größten Transferflops aller Zeiten. Diese Negativentwicklung in Verbindung mit seinem als Zirkusshow kritisierten Verhalten auf dem Platz machte Antony außerdem zu einem Internetmeme. So ging im Mai 2024 ein Bild von Antony mit erhobener Augenbraue, als dieser in einem Spiel gegen Arsenal eingewechselt wurde, viral.
Nach der Entlassung Ten Hags im Oktober 2024 wurde Antony im Januar 2025 bis zum Ende der Saison 2024/25 an den spanischen Erstligisten Real Betis verliehen. Die Leihe beinhaltet keine Kaufoption.

### Nationalmannschaft
Im Juni 2019 lief Antony erstmals für die brasilianische U23-Nationalmannschaft auf. Mit dieser Auswahl nahm er im Januar 2020 am Qualifikationsturnier für die Olympischen Sommerspiele 2020 in Tokio teil. Dort kam er in fünf Spielen zum Einsatz, in denen ihm ein Tor und eine Vorlage gelang und er qualifizierte sich mit der U23 erfolgreich für die Endrunde.
Im Juni 2021 wurde Antony in den Kader der Olympiaauswahl für das Fußballturnier der Olympischen Sommerspiele 2021 berufen. Am Ende des Turniers konnte die Auswahl die Mannschaft Spaniens im Finale mit 2:1 besiegen und Antony die Goldmedaille feiern.
Im Zuge von Spielen zur südamerikanischen Qualifikation zur Fußball-Weltmeisterschaft 2022 im Oktober 2021 kam Antony zu seinem ersten Einsatz im A-Kader der Nationalmannschaft. Am 7. Oktober 2021 gegen die Auswahl Venezuelas im Estadio Olímpico de la Universidad Central de Venezuela wurde er in der 77. Minute für Gabriel Jesus eingewechselt. Nach Vorlage von Raphinha gelang ihm auch noch in der 95. Minute sein erstes Länderspieltor.
Im August 2023 wurde Antony in den Kader für die Spiele um die WM-Qualifikation 2026 im September 2023 berufen. Kurz vor den Spielen wurde er Anfang September vom CBF suspendiert. Seine ehemalige Freundin, Gabriela Cavallin, hatte ihn in einem Interview beschuldigt, mehrfach ihr gegenüber physisch übergriffig geworden zu sein, was polizeiliche Ermittlungen wegen des Verdachts auf häusliche Gewalt zur Folge  hatte. Der Spieler wies die Vorwürfe zurück, räumte aber eine lebhafte Beziehung zu Cavallin ein, in der es auch zu Beleidigungen, aber nicht zu Handgreiflichkeiten gekommen sei.

## Titel
Nationalmannschaft
- Olympiasieger: 2021

Ajax Amsterdam
- Niederländischer Meister: 2021, 2022
- Niederländischer Pokalsieger: 2021

Manchester United
- Englischer Pokalsieger: 2024
- Englischer Ligapokalsieger: 2023